# Ayane Sakura
Ayane Sakura (佐倉 綾音, Sakura Ayane, nascida em 29 de janeiro de 1994), é uma dubladora e cantora japonesa de Tóquio. Ele está sob a agência Aoni Production. Alguns de seus papéis principais são Ran Mitake em BanG Dream!, Leah Vega em Gran Turismo, Gabi Braun em Attack On Titan Final Season, Natsumi Koshigaya em Non Non Biyori, Tsubaki Sawabe em Your Lie in April, Iroha Isshiki em My Youth Romantic Comedy Is Wrong, As I Expected, Suzuka Dairenji em Tokyo Ravens, Ochako Uraraka em My Hero Academia, Cocoa Hoto em Is the Order a Rabbit? e Nao Tomori em Charlotte. Ele também canta músicas-tema e músicas de personagens de várias séries em que estrela. Em 2018, ela ganhou o prêmio de Melhor Atriz Coadjuvante no 12º Prêmio Seiyu.

## História
Quando ela era uma estudante do ensino médio, ela pertencia à Companhia de Teatro Tohai. Ela ingressou no Japan Narration Acting Institute em seu terceiro ano do ensino médio e passou no teste para o grupo no final daquele ano. Pertence à I'M Enterprises desde 1º de abril de 2009. A razão pela qual ela se tornou dubladora foi quando ingressou em uma companhia de teatro, porque acreditava que poderia desenvolver sua força física geral tendo muitas aulas quando criança. Naquela época, quando era membro de uma companhia de teatro, ele recebeu o conselho de um instrutor de treinamento de voz de que “você deveria fazer trabalho de voz”, o que despertou seu interesse.
Sua primeira aparição foi "Nasce a versão Super Movie do Sargento Keroro! Ultimate Keroro: A Milagrosa Ilha do Espaço-Tempo!!", A primeira aparição de anime na TV foi "Ookami-san and his Seven Companions". Seu primeiro papel principal foi como Merry Nightmare em “Yumekui Merry”.
Atuou como a 45ª personalidade da "Radio Dot Ai".
3 de março de 2018: Vencedor do 12º Prêmio Seiyu de Melhor Atriz Coadjuvante e Melhor Personalidade.
Em 31 de janeiro de 2022, ele deixou a I'm Enterprise. Pertence à Aoni Production a partir de 1º de fevereiro do ano seguinte.

## Fimografia

### 2010
- Okami-san and Her Seven Companions: Futaba Shirayuki[10]

- Ore no Imōto ga Konna ni Kawaii Wake ga Nai: em Electric Little Sister (episódio 4), Mikoto (episódio 5), Kirara Hoshino.

### 2011
- Ano Hana: Balconista de vendas

- Ben-Tō: Studentessa A

- Yumekui Merry: Merry Nightmare[11]

- Haganai - I Have Few Friends: Irmã/Yozora Mikazuki (mais nova),[12] Estudante, Estudante A

- Jewelpet: Natchi

- Puella Magi Madoka Magica: Menina, Estudante

- Ro-Kyu-Bu![10]: Hijiri Kuina

- Sacred Seven: Ayane[10]

- Sket Dance: Reality Maji (Ep. 8), [10]Estudante

- Hōrō musuko: Isawa, Nagasawa, [10] Aluno A

### 2012
- Bakuman. 3: Saeki[10]

- Campione!: Estudante A

- Chōyaku Hyakunin isshu: Uta Koi: Akiko Nakamiya

- Joshiraku: Marī Buratei[10]

- Kokoro Connect: Anzu Kiriyama

- Papa no iukoto o kikinasai!: Luna Noir (Ep. 5, 10)[10]

- Mobile Suit Gundam AGE: Remi Ruth[10]

- Muv-Luv Alternative: Total Eclipse: Giselle Adjani[10]

- Kono naka ni hitori, imōto ga iru!: Miyabi Kannagi[10]

- Pretty Rhythm: Dear My Future: Ayami Ōruri[10]

- Psycho-Pass: Mika Shimotsuki

- Sakura-sō no Pet na Kanojo: Pesquisador B

- Tari Tari: Nao Ise

### 2013
- A Town Where You Live: Asuka MishimaAiura: Mei Yanase[10]

- Battle Spirits - Sword Eyes: Ragazzo, Konoha, Ragā

- Kyōkai no kanata: Nase Hiroomi

- Day Break Illusion: Fuyuna Shinzaki[10]

- Haganai NEXT: Sora/Yozora Mikazuki

- High School DxD: Gasper Vladi

- Infinite Stratos 2: Chloe Chronicle

- Love Lab: Yuiko "Eno" Enomoto[10]

- Love Live! School Idol Project: Alisa Ayase

- Non Non Biyori: Natsumi Koshigaya[10]

- Ore no imōto ga konna ni kawaii wake ga nai: Akimi Sakurai

- Pretty Rhythm: Rainbow Live: Rinne Ibara[10]

- Ro-Kyu-Bu! SS: Hijiri Kuin

- Uchōten kazoku: Kaisei Ebisugawa[10]

- Tokyo Ravens: Suzuka Dairenji[10]

- Vividred Operation: Akane Isshiki[10]

### 2016
- My Hero Academia: Ochako Uraraka

### 2017
- BanG Dream!: Ran Mitake

### 2025
- You and Idol Pretty Cure: Omatase! Kimi ni Todokeru Kirakilive: Amas